# Tương Thành, Hứa Xương
Tương Thành (tiếng Trung: 襄城县; bính âm: Xiāngchéng xiàn) là một huyện thuộc địa cấp thị Hứa Xương, tỉnh Hà Nam, Trung Quốc.

### Trấn
- Thành Quan (城关镇)
- Mạch Lĩnh (麦岭镇)
- Dĩnh Dương (颍阳镇)
- Vương Lạc (王洛镇)
- Tử Vân (紫云镇)

### Trấn dân tộc
- Trấn dân tộc Hồi- Dĩnh Kiều (颍桥回族镇)

### Hương
| - Trạm Bắc (湛北乡) - Sơn Đầu Trang (山头店乡) - Tỳ Câu (茨沟乡) - Đinh Doanh (丁营乡) - Khương Doanh (姜庄乡) | - Phạm Hồ (范湖乡) - Song Miếu (双庙乡) - Phần Trần (汾陈乡) - Thập Lý Phố (十里铺乡) - Khố Trang (库庄乡) |